# Tereza Patočková
Tereza Patočková (provd. Šubčíková) (* 15. dubna 1992) je česká zápasnice – judistka.

## Sportovní kariéra
Připravovala se v sokolovně v pražských Vršovicích pod vedením Zdeňka Kasíka. V české ženské reprezentaci se pohybovala mezi lety 2009 až 2015 v polostřední váze do 63 kg. V roce 2011 jí v přípravě limitovalo bolavé koleno. V létě téhož roku podstoupila operaci a přišla o podstatnou část olympijské kvalifikace na olympijské hry v Londýně v roce 2012. Nový olympijský cyklus začala úspěšně třetím místem na světovém poháru v mongolském Ulánbátaru, ale od roku 2014 upřednostila studium na vysoké škole elektrotechnické na úkor vrcholové sportovní kariéry. V roce 2013 a 2015 se účastnila letní univerziády.

## Výsledky
| Olympijské hry     |     | —   |     |     |   | —   |     |     |     |  |  |  |  |  |  |  |  |  |  |  |  |  |  |  |  |  |  |  |
| Mistrovství světa  | —   |     | —   | —   | — |     | —   | —   | —   |  |  |  |  |  |  |  |  |  |  |  |  |  |  |  |  |  |  |  |
| Evropské hry       |     |     |     |     |   |     |     |     | —   |  |  |  |  |  |  |  |  |  |  |  |  |  |  |  |  |  |  |  |
| Mistrovství Evropy | —   | —   | —   | —   | — | —   | —   | —   | —   |  |  |  |  |  |  |  |  |  |  |  |  |  |  |  |  |  |  |  |
| Univerziáda        |     |     |     |     | — |     | úč. |     | úč. |  |  |  |  |  |  |  |  |  |  |  |  |  |  |  |  |  |  |  |
| ME do 23 let       | —   | —   | —   | —   | — | úč. | 7.  | úč. |     |  |  |  |  |  |  |  |  |  |  |  |  |  |  |  |  |  |  |  |
| MS juniorů         | —   | —   | úč. | úč. | — |     |     |     |     |  |  |  |  |  |  |  |  |  |  |  |  |  |  |  |  |  |  |  |
| ME juniorů         | —   | —   | —   | 3.  | — |     |     |     |     |  |  |  |  |  |  |  |  |  |  |  |  |  |  |  |  |  |  |  |
| ME dorostenců      | úč. | úč. |     |     |   |     |     |     |     |  |  |  |  |  |  |  |  |  |  |  |  |  |  |  |  |  |  |  |